# ملكية انتخابية

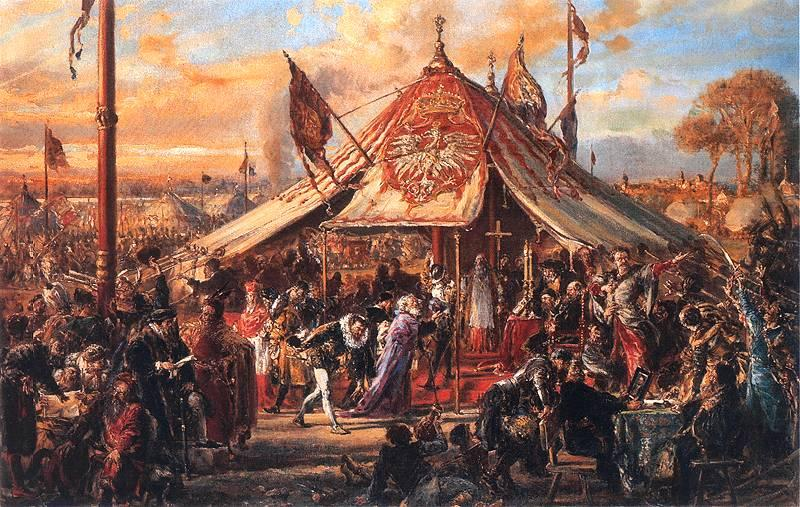

الملكية الانتخابية هي أحد فروع النظام الملكي ويتم فيه انتخاب ملك الدولة عن طريق اجتماع عدد من الأمراء المرشحين لحكم الدولة وكانت مُتبعة سابقا في الامبراطورية الرومانية المقدسة.
وفي الوقت الحالي هناك القليل من الملكيات الانتخابية وهي ماليزيا وكامبوديا والفاتيكان.
في ماليزيا يجتمع حكام الدول المشكلة للاتحاد الماليزي ليختارو من بينهم ملك للبلاد. أما في كامبوديا هناك مجلس العرش يسمى دار النُرودوم (en) وفيه يجتمع أمراء العائلة الملكية الكامبودية ويختارون من بينهم ملك لكامبوديا أمّا في الفاتيكان يجتمع الكرادلة في المجمع المغلق لانتخاب البابا الجديد للفاتيكان وأيضاً هناك دول تعتبر ملكيات انتخابية لكن الفرق انهم ينتخبون ولي العهد مثال على ذلك دولة الكويت ومملكة سوازيلاند.

## لمحة عامة
الملكية الانتخابية هي ملكية تُدار من قِبل ملك (عاهل) منتخب، على نقيض الملكية الوراثية التي ينتقل فيها المنصب تلقائيًا كإرث عائلي. تختلف طريقة الانتخاب وطبيعة مؤهلات المُرشح والناخبين أنفسهم من حالة إلى أخرى. تاريخيًا، ليس غريبًا مع مرور الزمن أن تنقلب الملكيات الانتخابية إلى ملكيات وراثية، أو أن تكتسب تلك الملكيات على الأقل نواحٍ انتخابية في جوانب معينة بين الحين والآخر.

## أمثلة تاريخية

### أوروبا

#### مقدونيا
انتُخب ملك مقدونيا وإبيروس من قبل الجيش، الأمر الذي كان مشابهًا لتكوين ديمقراطية إكيلازيا (أثينا القديمة) مجلس جميع المواطنين الأحرار. غالبًا ما ارتبطت الخدمة العسكرية بالمواطَنة بين الأفراد الذكور في العائلة الملكية.

#### روما/ بيزنطة
في المملكة الرومانية القديمة، جرى انتخاب الملوك من قبل المجالس الرومانية. بعد الإطاحة بالملوك الرومان، استمرت سياسة الحظر المطلق للمؤسسة الملكية ضمن الدستور الروماني، وبقي هذا الحظر ساري المفعول رسميًا خلال حقبتي العهد الإمبراطوري الروماني والبيزنطي. لكن في الممارسة العملية، كانت الإمبراطورية الرومانية ملكية. خلال فترة عهد الزعامة (27 قبل الميلاد حتى 284 بعد الميلاد)، أي خلال المرحلة التأسيسية للإمبراطورية الرومانية، غالبًا ما كان الملوك الرومان يحرصون على تمويه منصبهم المعمول به بحكم الأمر الواقع (دي فكتو) باللجوء إلى أدوات الاعتراف القانوني (دي يوري) لنظام الجمهوريانية. كان ذلك الحال على وجه الخصوص بالنسبة لأغسطس، الإمبراطور الأول وأول مؤسس لفترة عهد الزعامة. رغم حصوله على العديد من الألقاب (بما في ذلك «أغسطس »، أي «جلالة الملك»)، فقد فضّل وصف نفسه بأنه «برينسيبيس سيناتوس» أو «الأول بين أعضاء مجلس الشيوخ». استمر وهمه بكونه منتخبًا من قبل مجلس الشيوخ عندما نجح تيبيريوس قيصر في الوصول إلى البلاط الإمبراطوري. في الوقت الذي ضَعُف فيه المبدأ مع دخول الحكومة الجمهورية في غياهب التاريخ البعيد وجعل الإمبراطورية -من الناحية الوظيفية- ملكية مطلقة، إذ بقي منصب الإمبراطور الروماني والبيزنطي منتخبًا بشكل غامض (على الرغم من أن الإجراء الانتخابي لم يجرِ تعريفه بدقة، فقد كان مفهومًا بشكل عام كونه مسألة خاصة بمجلس الشيوخ). على سبيل المثال؛ كنتيجة لانحدار الأباطرة الخمسة الأوائل جميعهم من يوليوس قيصر، فقد أُعلِن في كل مرة عن منصبهم عبر إصدار بلاغ رسمي بعد عملية اقتراع، ولم يُورَّث المنصب كحق شرعي. برز من بينهم بشكل خاص الإمبراطور الرابع، كلوديوس في «انتخابه» لتولي المنصب بمجرد أن أوضح الحرس البريتوري أنه مرشحهم.
تبعًا لذلك لم ينصّ القانون بشكل رسمي على الوراثة الشرعية للحكم قطُّ ولم يكن حتى ممكنًا أبدًا. وبينما أدت فترة السيادة الاستبدادية اللاحقة الأكثر علانية إلى تجريد الدستور من القناع الجمهوري الخادع، فقد نجح الأباطرة عبر تحقيق مزيج من عمليات الاقتراع من قبل فيالق الجيش أو مجلس الشيوخ بقدر نجاح الوراثة الشرعية للحكم (رغم ذلك فقد خَلَفَ الأبناء آباءهم).
بُغية الالتفاف على سياسة حظر الوراثة الشرعية وضمان استمرارية الأسرة الحاكمة، فقد توّج العديد من الأباطرة البيزنطيين الذين حكموا الإمبراطورية ورَثَتَهم بمنصب مساعد الإمبراطور كي لا يُعتبر العرش شاغرًا عند وفاتهم، وبالتالي لن تنشأ الحاجة إلى الخلافة بالانتخاب.

#### الإمبراطورية الرومانية المقدسة
لربما تُعد الإمبراطورية الرومانية المقدسة أشهر الأمثلة المعروفة عن الملكية الانتخابية. ومع ذلك، انتُخِب الإمبراطور من عائلة هابسبورغ بشكل دائم من عام 1440 حتى 1740، وأصبح العرش وراثيًا بشكل غير رسمي. خلال تلك الفترة، انتُخب الإمبراطور من داخل مجلس هابسبورغ من قبل مجلس صغير من النبلاء سُميّ بالأمراء الناخبين. كانت المقاعد الانتخابية العلمانية وراثية. ومع ذلك، عادة ما انتُخب رجال الدين الناخبون «وغيرهم من الأمراء الأساقفة أو المطارنة (كبار الأساقفة)» من قِبل هيئة رهبان الكاثيدرائية كقادة دينيين، وفي الوقت نفسه حكموا كملك (أمير) لإقليم من الإمبراطورية الفورية (التي كانت عادةً ما تشكل جزءًا من أراضي أبرشيتهم). وهكذا فإن مناصب الأمراء الأساقفة عُدّت ملكيات انتخابية أيضًا. وينطبق الأمر ذاته على الأمراء رؤساء الأديرة إذ انتُخبت الأميرات (رئيسات أديرة الراهبات) أو الأمراء (رؤساء الأديرة) من قبل هيئة رهبان الكاثيدرائية ويعينّهم الإمبراطور كأمراء حاكمين للمناطق التابعة للإمبراطورية.

#### مملكة بيت القدس
في مملكة بيت القدس الصليبية، كانت عملية تنصيب الملك انتخابية ووراثية في آنٍ معًا. خلال ذروة المملكة في منتصف القرن الثاني عشر، كانت هناك أسرة ملكية وخط واضح نسبياً من الخلافة. ومع ذلك، انتُخب الملك، أو على الأقل اعتُرف به، من قبل محكمة العليا في القدس. إذ اعتبر الملك أول النظراء (باللاتينية: primus inter pares)، وفي غيابه تُنفّذ واجباته من قبل وكيل الحاكم الإقطاعي الخاص به.

#### إسكندنافيا
في الأصل، انتُخب ملوك السويد من قبل جميع الرجال الأحرار في مورا ثينغ. استمرت الملكية الانتخابية حتى عام 1544، عندما عيّن «ريكسداغ الطبقات» ورثة الملك غوستاف فاسا كورثة شرعيين للعرش. كانت الملكية الدنماركية أيضًا انتخابية بشكل رسمي، رغم أن الابن الأكبر للملك الحاكم كان يُنتخب عادةً. استمر هذا حتى عام 1660، عندما أنشأ فريدريك الثالث ملكية وراثية مطلقة. رغم كون مملكة النرويج وراثية في الأصل، فقد أصبحت أيضًا اختيارية خلال القرنين الثاني عشر والثالث عشر. إذ اشتُرط على المرشحين أن يكونوا من سلالة ملكية، ولكن انتُخب الملك من قبل مجلس من النبلاء، عوضًا عن الانتقال التلقائي إلى الابن الأكبر. في عام 1905، انتُخب الأمير كارل ملكًا للنرويج، بعد أن قرر الأفراد الذكور عقب إجراء انتخابات كانت نتيجتها أن تبقى النرويج ملكية.
جرى توحيد الممالك الإسكندنافية تحت التاج الدنماركي من قبل مارغريتا الأول الدانماركية في عام 1389، غير أن العديد من خلفائها قادوا الممالك المتحدة إلى التقسيم عقب انتخاب السويد ملكًا مختلفًا عن الدنمارك والنرويج إبان الخلافة. كانت الانتخابات موضعًا للنزاعات من خلال الغزو الدنماركي للسويد حتى قام كريستيان الثاني الدانماركي بعد استعادته للسويد بإعدام الجميع ممن صوتوا ضده في مجزرة «حمام دم ستوكهولم» (1520)، ما أنهى الدعم الكلّي للملك الدنماركي على العرش السويدي.
في عام 1810، عيّن الريكسداغ السويدي المارشال جان برنادوت الفرنسي ليكون ولي العهد الجديد، لأنه كان جليًا أن الفرع السويدي من عائلة هولشتاين-غوتورب سينتهي مع الملك كارل الثالث عشر الذي لم يُرزق بأي طفل. اعتلى برنادوت في نهاية المطاف عرش كارل الرابع عشر يوهان من السويد وأسس سلالة برنادوت القائمة حتى وقتنا هذا. في هذه الحالة، برز الجانب الانتخابي مع اختيار الملك بشكل خاص، إذ كان برنادوت فرنسيًا من عامة الشعب دون أي صلة سابقة بالسويد وحتى كان أبعد ما يمكن عن أن يطالب باعتلاء العرش السويدي، فقد استُمدّ اختياره فقط من اعتبارات سياسية وعسكرية ملحة في وقت الأزمة التي اندلعت فيها الحروب النابليونية.يمكن ان تكون؟؟؟ ليست صحيح لانى حاكم العرش من المغرب ويعيش في ايطاليا